# Andreas Kron
Andreas Lorentz Kron (Comune di Albertslund, 1º giugno 1998) è un ciclista su strada danese, professionista dal 2017, che corre per il team Uno-X Mobility. Nel 2021 ha vinto una tappa alla Volta Ciclista a Catalunya e una al Tour de Suisse.

## Palmarès

### Strada
- 2016 (Juniores)

1ª tappa Grand Prix Général Patton (Ettelbruck > Troisvierges)
Classifica generale Grand Prix Général Patton
Classifica generale Keizer der Juniores
- 2018 (Riwal CeramicSpeed Cycling Team, una vittoria)

3ª tappa Flèche du Sud (Wincrange > Wincrange)
- 2019 (Riwal-Readynez Cycling Team, una vittoria)

2ª tappa Orlen Nations Grand Prix (Bukowina Tatrzańska > Bukowina Tatrzańska)
- 2020 (Riwal Securitas Cycling Team, una vittoria)

5ª tappa Tour de Luxembourg (Mersch > Lussemburgo)
- 2021 (Lotto Soudal, due vittorie)

1ª tappa Volta Ciclista a Catalunya (Calella > Calella)
6ª tappa Tour de Suisse (Fiesch > Disentis-Sedrun)
- 2023 (Lotto Dstny, una vittoria)

2ª tappa Vuelta a España (Mataró > Barcellona)

#### Altri successi
- 2018 (Riwal CeramicSpeed Cycling Team)

Classifica giovani Flèche du Sud
- 2020 (Riwal-Readynez Cycling Team)

Classifica giovani Saudi Tour
Classifica giovani Tour de Luxembourg
- 2022 (Lotto Soudal)

Classifica giovani Tour des Alpes-Maritimes et du Var

## Piazzamenti

### Grandi Giri
- Tour de France

2022: 72º
- Vuelta a España

2021: 68º
2023: 67º
2024: non partito (7ª tappa)

### Classiche monumento
- Liegi-Bastogne-Liegi

2023: ritirato
2024: 37º
- Giro di Lombardia

2021: ritirato
2022: 41º
2023: 10º

### Competizioni mondiali
- Campionati del mondo

Doha 2016 - In linea Junior: 15º
Yorkshire 2019 - In linea Under-23: 5º
Fiandre 2021 - In linea Elite: ritirato

### Competizioni europee
- Campionati europei

Plouay 2020 - In linea Under-23: 49º
Drenthe 2023 - In linea Elite: 9º